# Ситония (дим)
Ситони́я (греч. Δήμος Σιθωνίας) — община (дим) в Греции на одноимённом полуострове на побережье заливов Касандра и Айон-Орос в периферийной единице Халкидики в периферии Центральная Македония. Население 12 394 жителя по переписи 2011 года. Площадь 516,848 квадратного километра. Плотность 23,98 человека на квадратный километр. Административный центр — Никити. Димархом на местных выборах 2019 года избран Кипариссис Демблас (Κυπαρίσσης Ντέμπλας).
Община Ситония создана в 1997 году (ΦΕΚ 244Α). В 2010 году (ΦΕΚ 87Α) по программе «Калликратис» к общине Ситония присоединена упразднённая община Торони.
В общину входят острова Дьяпорос и Келифос.

## Административное деление
Община (дим) Ситония делится на 2 общинные единицы.
| Общинная единица | Сообщество    | Население (2011), человек | Площадь, км² |
| ---------------- | ------------- | ------------------------- | ------------ |
| Ситония          | Айос-Николаос | 1895                      | 90,696       |
| Ситония          | Метангицион   | 805                       | 42,092       |
| Ситония          | Неос-Мармарас | 3352                      | 118,507      |
| Ситония          | Никити        | 2789                      | 71,580       |
| Торони           | Сарти         | 1156                      | 53,384       |
| Торони           | Сикея         | 2397                      | 140,589      |

## Димархи
- 2011—2019 Иоанис Дзидзиос (Ιωάννης Τζίτζιος)
- 2019 — н. в. Кипариссис Демблас (Κυπαρίσσης Ντέμπλας)